# تیم ملی فوتبال بنگلادش
تیم ملی فوتبال بنگلادش نماینده کشور بنگلادش در مسابقات بین‌المللی و آسیا است که زیر نظر فدراسیون فوتبال بنگلادش فعالیت می‌کند.
اولین بازی رسمی این تیم در تاریخ ۲۶ ژوئیه ۱۹۷۳ میلادی در برابر تیم ملی فوتبال تایلند برگزار شده‌است.